# 裸身無鰭蛇鰻
裸身無鰭蛇鰻為輻鰭魚綱鰻鱺目糯鰻亞目蛇鰻科的其中一種，分布於東太平洋的墨西哥海域，棲息深度106-113公尺，棲息在底層水域，屬肉食性。

## 擴展閱讀
維基物種上的相關：裸身無鰭蛇鰻